# Joseph Lossen
Joseph Gotthard Lossen (* 11. Juli 1795 in Sayn; † 28. September 1866 in  Kreuznach) war Hüttenherr.
Joseph Lossen war der Sohn des Hüttenherren Anselm Lossen (1758–1821) und dessen Frau Maria Gertrud Petronilla geborene Hoffmann (1768–1823). Sein Bruder war der Industrielle und Abgeordnete Karl Lossen. Er heiratete in erster Ehe Babette geborene Cathrein aus Camberg und 1828 in zweiter Ehe deren Schwester Marianne.
Aus der Ehe ging der Sohn Hermann Lossen (1842–1909) hervor, der Hochschullehrer und Chirurg in Heidelberg wurde, sowie die Hüttenherren Wilhelm Karl Lossen (1826–1875) und Karl Lossen (1835–1868).
Joseph Lossen besuchte die Schule in Montabaur und wurde Bergexspektant auf der Grube Holzappel und später in schlesischen Bergwerken. Nach dem Tod seines Vaters wurde er 1821 Leiter der Emmershäuser Hütte mit dem Röder Hammer und dem Gertrudenhammer.
In der Märzrevolution wurde er 1848 Hauptmann der Bürgerwehr in Hasselbach.